# Bermudas nos Jogos Parapan-Americanos de 2011
As Ilhas Bermudas participou dos Jogos Parapan-Americanos de 2011 em Guadalajara, no México.
O país enviou apenas uma atleta, que disputou provas do atletismo. Porém não conseguiu medalhas.

## Atletismo
A atleta Jessica Cooper Lewis foi a representante de Bermudas na competição. Porém não conseguiu medalhas.